# Campionati europei di 49er & 49er FX 2023
I Campionati europei di 49er & 49er FX 2023 si sono svolti a Vilamoura, in Portogallo, dall'8 al 13 novembre.

## Podi
| Evento  | Oro                                  | Argento                                  | Bronzo                                 |
| 49er    | Francia Lucas Rual Émile Amoros      | Polonia Dominik Buksak Szymon Wierzbicki | Austria Benjamin Bildstein David Hussl |
| 49er FX | Norvegia Helene Næss Marie Rønningen | Italia Jana Germani Giorgia Bertuzzi     | Spagna Támara Echegoyen Paula Barceló  |

## Medagliere
| Posiz. | Nazione  | Oro | Argento | Bronzo | Totale |
| ------ | -------- | --- | ------- | ------ | ------ |
| 1      | Francia  | 1   | 0       | 0      | 1      |
| 1      | Norvegia | 1   | 0       | 0      | 1      |
| 3      | Polonia  | 0   | 1       | 0      | 1      |
| 3      | Italia   | 0   | 1       | 0      | 1      |
| 5      | Austria  | 0   | 0       | 1      | 1      |
| 5      | Spagna   | 0   | 0       | 1      | 1      |
| Totale | Totale   | 2   | 2       | 2      | 6      |